# Jędrzejów Wąskotorowy Osobowy
Jędrzejów Wąskotorowy Osobowy – nieczynna stacja kolejowa w Jędrzejowie, w gminie Jędrzejów, w powiecie jędrzejowskim, w województwie świętokrzyskim, w Polsce.
Budynki zaplecza technicznego stacji z lat 1920–1938 (dwie hale napraw wagonów, kuźnia i odlewnia) zostały wpisane do rejestru zabytków nieruchomych (nr rej.: A-100 z 20.02.1995).